# Teresa Chipia
Teresa Chipia es una profesora y política angoleña.  

## Biografía
Licenciada en sociología, trabajó también como profesora. De 1992 a 1995 fue presidenta provincial de la Liga da Mulher Angolana (LIGA). De 2010 a 2017 fue secretaria del Comité Permanente de la Comisión Política de UNITA. Además fue  presidenta provincial de la Liga da Mulher Angolana (LIMA) ("Liga de Mujeres de Angola") de 1992 a 1995. Afiliada a la Unión Nacional para la Independencia Total de Angola (UNITA), es diputada angoleña por el Círculo Nacional Electoral desde el 28 de septiembre de 2017. Teresa Chipia está en la Unión Nacional para la Independencia Total de Angola.